# پردیس سینمایی

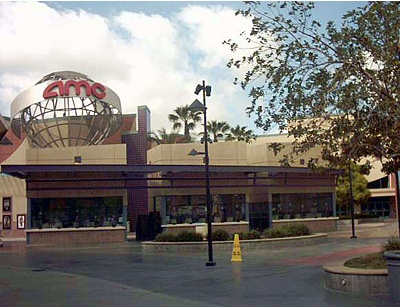
یک پردیس سینمایی در انتاریو

پردیس سینمایی یا مجموعه سینمایی (به انگلیسی: Multi-theater Cinema) به سینمایی گفته می‌شود که دارای چند سالن نمایش، دست‌کم ۳ سالن و به طور معمول ۶ تا ۱۰ سالن، باشد. در بیشتر موارد سالن‌ها در یک ساختمان قرار گرفته‌اند. گاهی در بازسازی، سالن نمایش موجود را به چند سالن کوچک‌تر تقسیم می‌کنند، یا در گسترش مجموعه فضاهای بیشتری  به آن اضافه یا الحاق می‌شود. در پردیس‌های سینمایی بزرگ، گاهی بزرگ‌ترین سالن گنجایش تا چندهزار نفر را دارد که به آن مگاپلکس (به انگلیسی: megaplex) گفته می‌شود.
در بعضی موارد مجموعه‌های سینمایی یا مجموعه‌های چند منظورهٔ فرهنگی، تفریحی، تجاری (به انگلیسی: Multiplex) همجوار یا در نزدیکی مراکز تفریحی-تجاری قرار می‌گیرند و در ارتباط با آن‌ها و به مثابه یک «پاتوق» در فضای شهری عمل می‌کند.

## تاریخچه
کانادا اولین کشوری بود که در آن، یک سالن سینما دو پرده نمایش داشت. در سال ۱۹۴۷، مالک کانادایی سالن، نات تیلور، توانست یک صفحه نمایش دوگانه را تبدیل به دو سالن نمایش هم‌زمان کند. سینما الگین  در اوتاوا اولین مکان نمایشی بود که دو برنامه اکران در سالن‌های متفاوت را پیشنهاد می‌داد. منابع کانادایی، تیلور را مخترع پردیس سینمایی یا سینپلکس می‌دانند. وی بعد از تأسیس شرکت سینپلکس ادئون، پردیس سینمایی ادئون تورنتو را با ۱۸ سالن نمایش (بزرگترین مجموعه سینمایی زمان خود) در تورنتوی کانادا افتتاح کرد.
از سال ۱۹۶۰ میلادی پردیس‌های سینمایی به صورت معمول، رایج شد و بسیاری از سینماهای موجود به امکاناتی مجهز شدند که چند سالن در کنار یکدیگر داشته باشند.

## مزیت‌ها
یکی از دلایلی که باعث شد سینما در مقابل رقبای سرسختی چون تلویزیون و ویدئو تاب بیاورد، برخورداری از امتیاز حضور در جمع است. عواطف و هیجان‌های جمع بر تک‌تک تماشاگران اثر می‌گذارد و در نتیجه لذت حاصل از تماشای فیلم را چندبرابر می‌کند. به همین دلیل است که در بعضی برنامه‌های تلویزیونی، به خصوص در نمایش‌های کمدی، صدای خنده جمع را به برنامه اضافه می‌کنند. اما وقتی سالن خالی یا کم‌جمعیت باشد، اثر جمع تضعیف می‌شود. در نتیجه تماشاگر از فیلم لذت نمی‌برد. 
از چشم‌انداز آینده دوران احداث سینمایی بزرگ و باشکوه (جز در موارد استثنایی و اندک، مثلاً یک سینمای خاص برای شهرت یک شهر) در جهان به‌سرآمده‌است، امروزه عموم طراحان، مالکان و حتی تماشاگران سینما بر این باورند که مجتمع‌های سینمایی با تعداد تالارهای بیشتر و ظرفیت بزرگ، در کمتر مواقع اشغال می‌شوند (تقریباً ۲۰% سانس‌ها) و در سایر مواقع، بسیار دیده شده که حتی با ده پانزده تماشاگر مجبور هستند فعال باشند و این با در نظر داشتن مخارج کلان استهلاک و تأسیسات و دستمزد کارمندان و دیگر هزینه‌های جاری که چه با ده تماشاگر و چه با هزار تماشاگر، تقریباً یکسان است یعنی ضرر مطلق.  امتیاز مجموعه‌ها و سالن‌های کوچک سینمایی در این است که زود پُر می‌شوند و با ایجاد فضایی گرم، موجب تشدید اثر جمع می‌شود.
هم‌چنین با توجه به اختلاف سلایق، ممکن است تنوع سلیقه‌ها، مانع سینما رفتن دسته جمعی خانواده‌ها شود. وجود مجموعه سالن‌ها و نمایش چند فیلم در یک محل این مشکل را حل خواهد کرد.